# Metapenaeopsis ceylonica
Metapenaeopsis ceylonica is een tienpotigensoort uit de familie van de Penaeidae. De wetenschappelijke naam van de soort is voor het eerst geldig gepubliceerd in 1972 door Starobogatov.